# Wadaiko Yamato

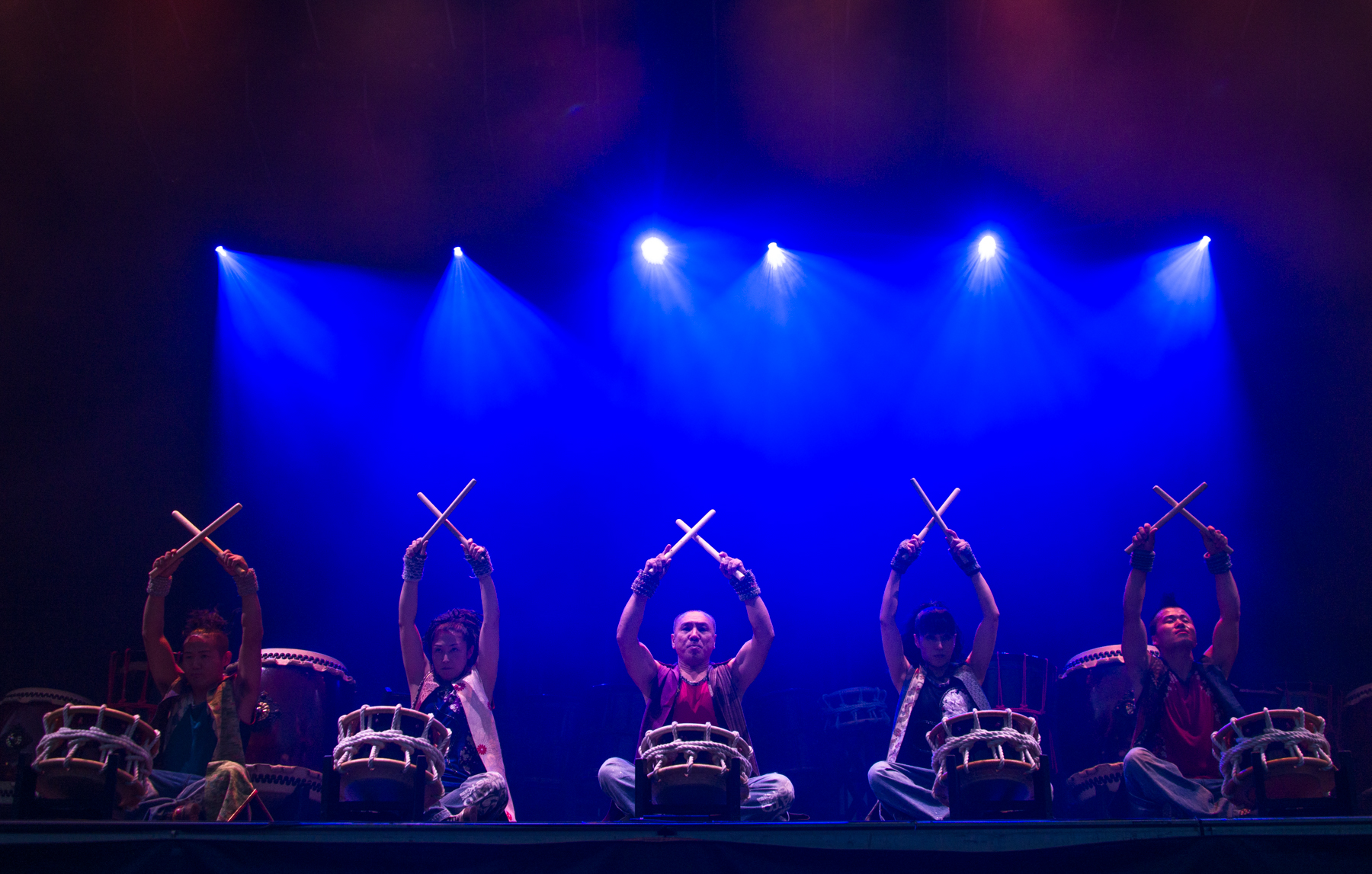
Concert de Wadaiko Yamato en 2018.

Wadaiko Yamato (和太鼓倭) est un groupe musical jouant principalement des tambours japonais appelés taiko ou wadaiko (和太鼓, littéralement « taiko japonais »), Yamato étant un ancien nom du Japon.

## Histoire
Le groupe a été fondé en 1993 par Masa Ogawa. Il est composé de cinq jeunes hommes et cinq jeunes femmes, et est basé à Nara. Depuis sa création, le groupe a joué plus de mille fois en public devant plus d'un million de personnes dans plus de vingt pays en Asie, Europe et aux Amériques. Il s'est produit en France du 15 janvier au 3 février 2008 et du 15 au 27 mars 2011 au Casino de Paris,.
En plus des percussions, les membres utilisent d'autres instruments traditionnels du Japon comme le shakuhachi (flûte droite), le koto (cithare japonaise), le shamisen (petit luth) mais aussi de petites cymbales à main. Si les instruments utilisés sont traditionnels, la mise en scène est moderne avec une recherche dans l'éclairage, la disposition des joueurs sur une structure en étages et des effets comiques sans paroles. Le dernier spectacle est nommé Matsuri, en référence aux fêtes traditionnelles japonaises où le tambour joue un grand rôle.